# Барабули

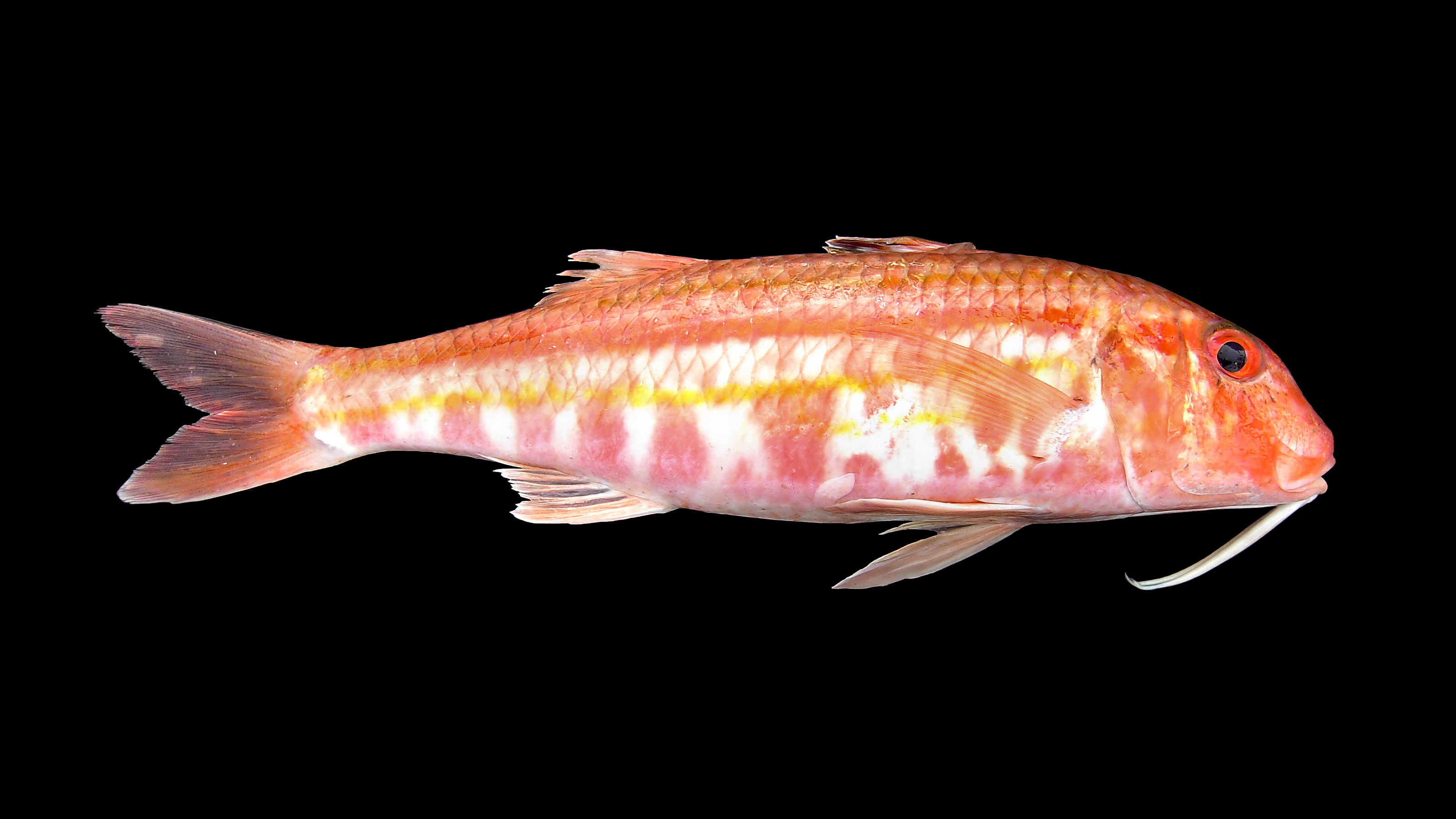
Mullus surmuletus

Барабу́ли, или султа́нки (лат. Mullus) — род лучепёрых рыб из семейства барабулевых (Mullidae). Представлен 4 видами. Самые известные Mullus barbatus и Mullus surmuletus. Максимальная длина тела варьируется у разных видов от 25 до 40 см. Отличаются барабули наличием длинных усиков на нижней челюсти, при помощи которых они взмучивают песок на морском дне и находят мелких животных. Распространены в западной и восточной частях Атлантического океана, встречаются в Средиземном и прилегающих к нему морях. В Чёрном море обитают два вида M. barbatus и M. surmuletus и в Азовском морях обитает один вид M. barbatus. Рыбы типично донные, держится стайками.
Обладают яркой окраской, в которой преобладают красные и жёлтые тона. Имеют два спинных плавника, хвостовой плавник вильчатый, имеют на подбородке пара длинных усиков.
Тело рыб немного сплюснутое, вытянуто в длину. Рот, маленький и размещен внизу, вооружение зубами разнообразно, но обыкновенно зубов мало, на подбородке находятся два более или менее длинных усика, сидящих на переднем конце подъязычной кости.  и  Не покрыты чешуей, горло и передняя часть головы, остальная же часть головы и все тело покрыты крупными, мелко зазубренными чешуйками.
Эти рыбы обитают большими обществами и появляются всегда многочисленной группой в несколько тысяч, мало кочуют, но в середине лета посещают, зачастую огромными косяками, отлогие песчаные прибрежные места, где мечут икру. 
Рацион питания - ракообразные, полихеты, моллюски, мелкая рыба. Мясо у рыб имеет высокие вкусовые качества. Годовой вылов в мире приближается к 100 тыс. тонн.
Икрометание происходит порционно, вымётывает до 100 порций икры,  плодовитость 10–28 тыс. икринок.

## Этимология названия
В русский язык название заимствовано через турецкое (barbunya) от итальянского barbone  — большая борода, происходящего от латинского barbus — борода. С усами связано и второе имя рыбы — султанка, ибо такие роскошные усы могли быть только у повелителя мусульман.
В Российской империи под словом барабуля понимался также картофель.

## Виды
В составе рода выделяют 4 вида и 2 подвида:
- Mullus argentinae — Аргентинская барабуля, или трилла
- Mullus auratus — Золотистая барабуля, или золотистая барабулька
- Mullus barbatus — Обыкновенная султанка
  - Mullus barbatus barbatus — Европейская барабуля, или европейская барабулька, или европейская султанка
  - Mullus barbatus ponticus — Черноморская барабуля, или черноморская барабулька, или Черноморская султанка
- Mullus surmuletus — Полосатая барабуля, или средиземноморская султанка